# Huis ten Bosch

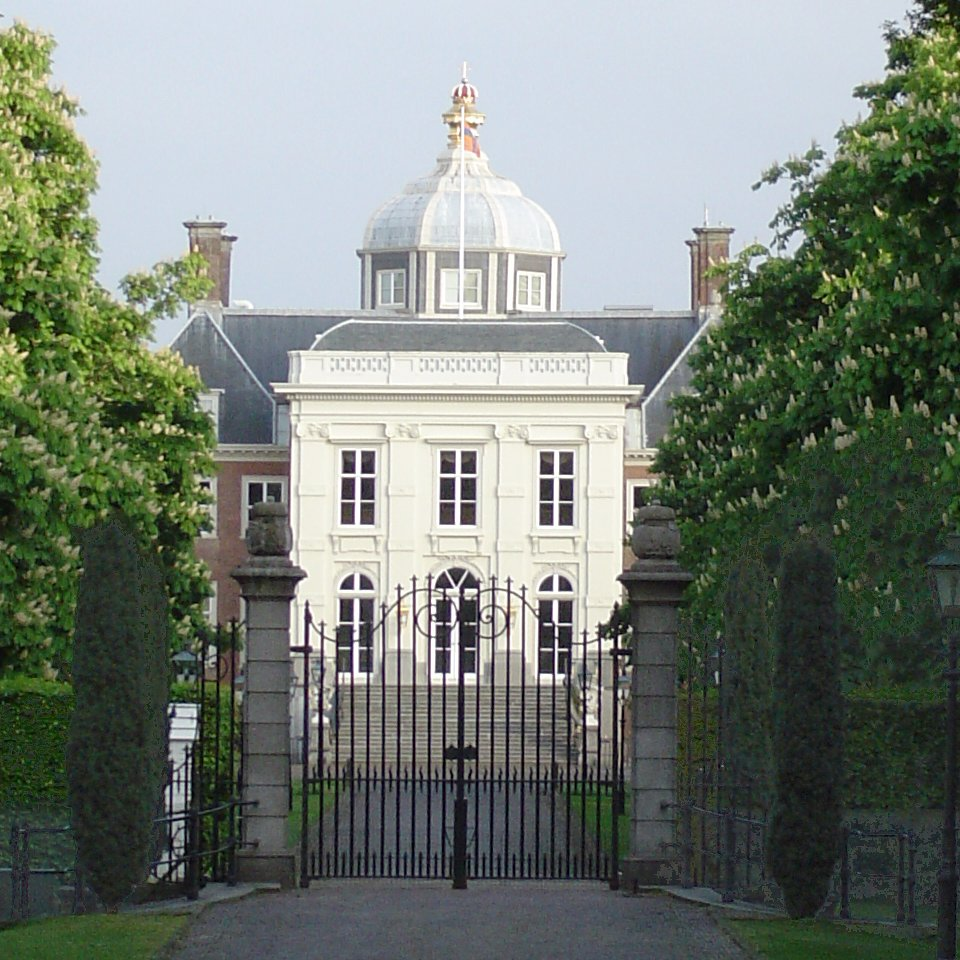
Huis ten Bosch, přední hlavní vchod

Huis ten Bosch (nizozemsky Paleis Huis ten Bosch) je královský palác v Haagu v Nizozemsku. Je to jeden z tří oficiálních sídel nizozemské královské rodiny; další dvě jsou palác palác Noordeinde v Haagu a Královský palác v Amsterdamu. Huis ten Bosch byl domovem bývalé nizozemské královny Beatrix od roku 1981 do roku 2014. Současný král Willem-Alexander a jeho rodina nastoupili vládu dne 13. ledna 2019. Replika paláce byla postavena v japonském Sasebu, v zábavním parku nesoucím stejný název.

## Historie

### 17. až 18. století
Stavba paláce Huis ten Bosch začala 2. září 1645 pod vedením Bartholomeuse Drijffhouta podle návrhu Pietera Posta a Jacoba van Campena na pokyn Amálie Solms-Braunfels, manželky nizozemského místodržitele Frederika Hendrika Oranžského. Základní kámen položila manželka Fridricha Falckého a česká královna Alžběta Stuartovna.

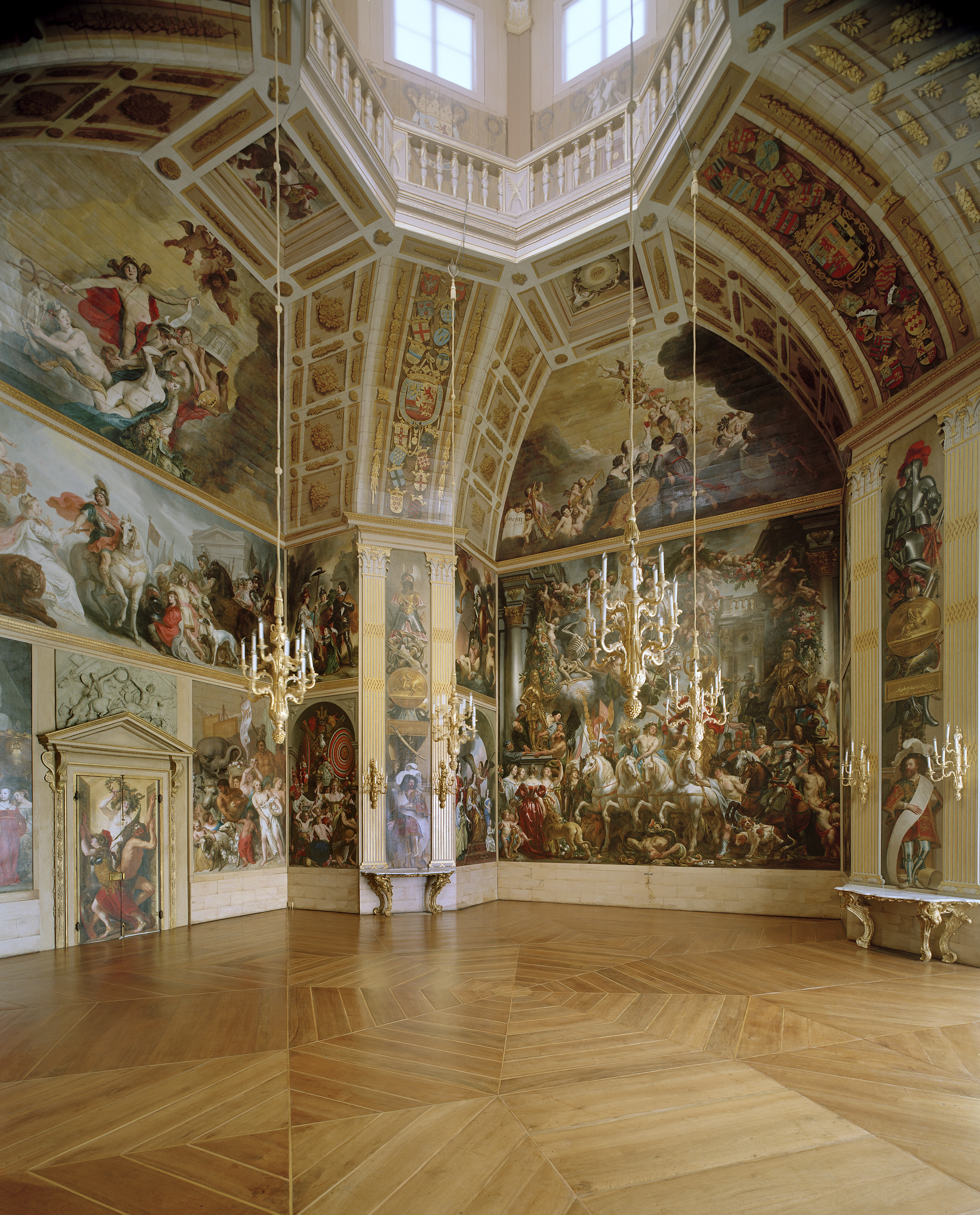
Oranžový sál, (nizozemsky Oranjezaal) v paláci Huis ten Bosch

Po smrti svého manžela v roce 1647 Amálie tento palác zasvětila jeho památce. Pod vedením architekta a malíře Jacoba van Campena a Pietera Posta ve spolupráci s dalšími slavnými umělci jako byli Gerard van Honthorst, Jacob Jordaens, Thomas Willeboirts Bosschaert, Theodoor van Thulden, Caesar van Everdingen, Salomon de Bray, Pieter Soutman, Gonzales Coques, Pieter de Grebber, Adriaen Hanneman a Jan Lievens, zaplnili Oranjezaal (Oranžový sál) malbami oslavujícími jejího manžela Frederika Hendrika. V letech 1734 až 1737 přidal architekt Daniel Marot k paláci dvě křídla, včetně nové jídelny. Koncem 18. století palác změnil majitele. Přešel z majetku rodiny Nasavských, ze které pocházelo mnoho nizozemských místodržících, do majetku Batávské republiky. Vláda nově vytvořené republiky dala palác oranžsko-nasavské dynastii, která jej vlastní dodnes.

### 19. a 20. století

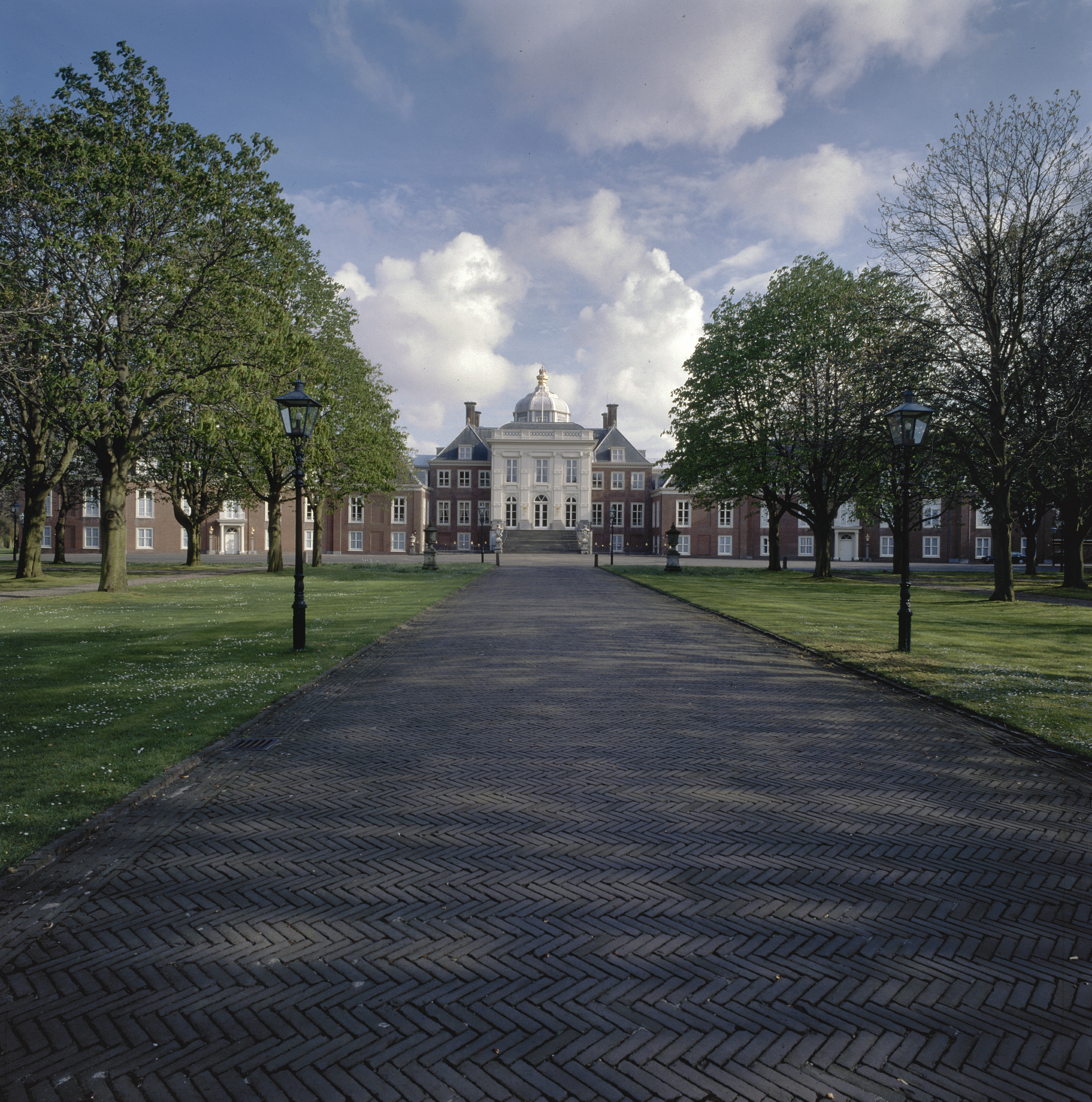
Palác Huis ten Bosch, pohled ze severu

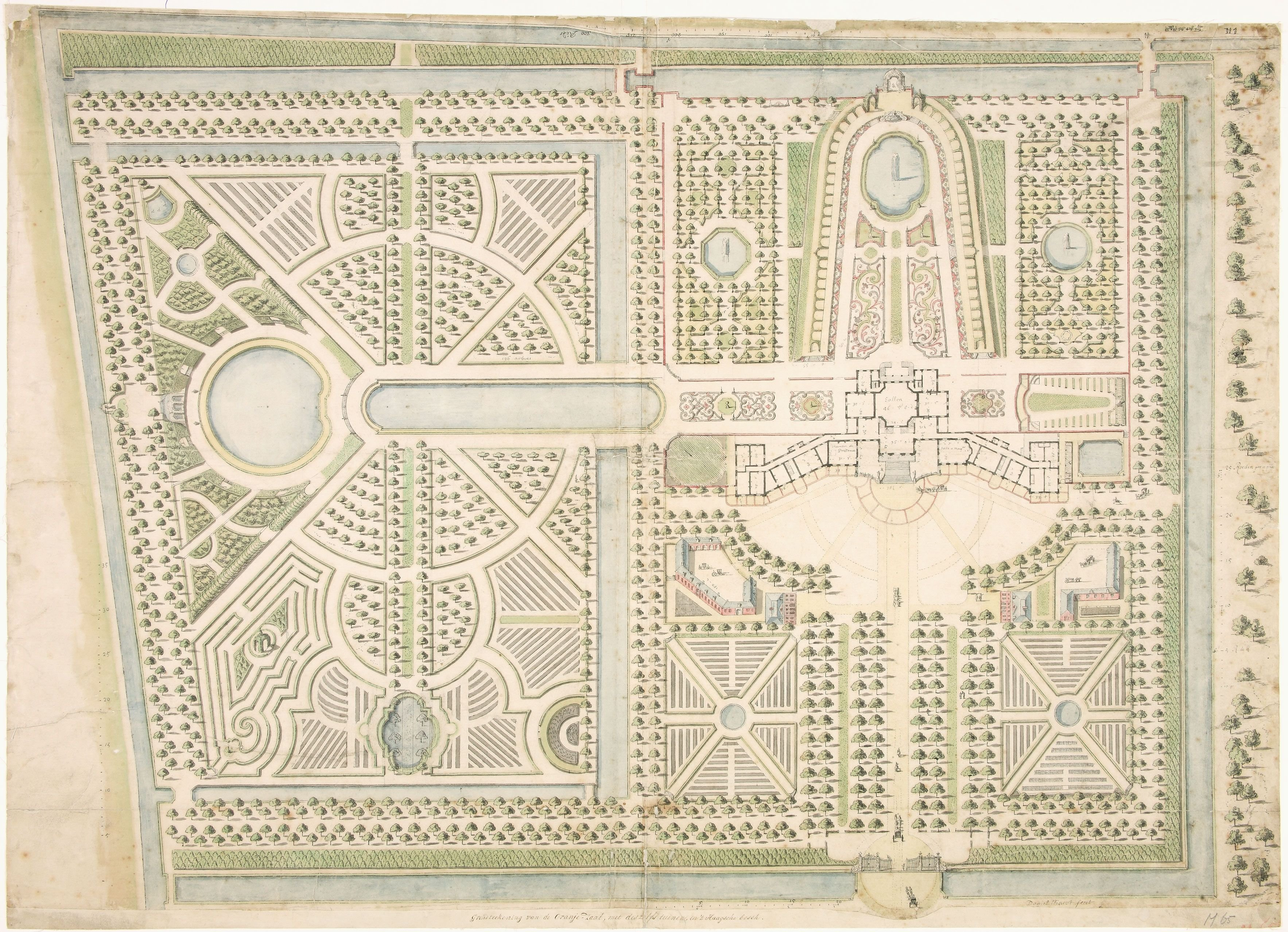
Palácová zahrada, architekt Daniël Marot

Od roku 1800 do roku 1805 v paláci sídlila Národní galerie umění, předchůdce Rijksmusea. Bratr Napoleona Bonaparte, Ludvík Bonaparte, nizozemský král, palác mezi lety 1805 až 1807 krátce užíval. Když byl v roce 1815 William Frederick, princ Oranžsko-nassavský, jediný přeživší z posledních nizozemských místodržících prohlášen králem Nizozemska jako Vilém I. Nizozemský, stal se Huis ten Bosch jedním z jeho oficiálních sídel. Palác se stal jedním z oblíbených míst pro mnoho členů královské rodiny. V roce 1899 byl palác místem několika setkání první mezinárodní mírové konference v Haagu. Během první světové války se stal sídlem královny Wilhelminy. Když německá armáda napadla Nizozemsko během druhé světové války, královna a její rodina byli nuceni palác opustit. Odešli do exilu do Británie. Nacistická vláda plánovala palác zničit, ale správce armádu přesvědčil, aby ho neničili. Přesto byla budova velmi poškozena. V letech 1950 až 1956 byl palác obnoven a v roce 1981 se znovu stal královskou rezidencí.